# Struth (Harth-Pöllnitz)
Struth ist ein Ortsteil der Gemeinde Harth-Pöllnitz im Landkreis Greiz in Thüringen.

## Geografie
Von dem zur Gemarkung gehörenden Sandberg erstreckt sich die Flur entlang der Struthniederung. Mehrere Teiche liegen in der Nähe des Ortes. In der Gemarkung befindet sich das Naturschutzgebiet „Frießnitzer See-Sandberg“. Es hat den Status eines europäischen Fauna-Flora-Habitats. Aus diesem Grund werden ab dem Jahr 2012 unter Betrachtung von Naturschutzgesichtspunkten eine Gruppe Wasserbüffel mit 12 Tieren angesiedelt.  Verkehrsmäßig ist Struth über die Bundesstraße 2 Schleiz–Gera gut angeschlossen.

## Geschichte
Heute wohnen 79 Einwohner im Dorf, das einst ein Rittergut war. Am 30. Juli 1416 war die erste urkundliche Erwähnung des Dorfes. Zu der Struthmühle gehörte eine Mahl- und eine Sägemühle. 1650 wurde der Müller „uff der Struth“ erstmals urkundlich erwähnt. Mit Eintritt des Müllers in die LPG orientierte er sich auf den Schrotbetrieb. Monatlich konnten 200 Tonnen Getreide verarbeitet werden. 500 Festmeter Holz wurden für den Bevölkerungsbedarf geschnitten. Mit der Wiedervereinigung kam der Schrotgang zum Erliegen. Der Besitzer betrieb nun nur noch das Sägewerk. Der Bruder handelte mit Futtermitteln bis 2007. Die Struthmühle ist das einzige Sägewerk an den Nebenläufen der Auma, das noch arbeitet. Kirchgemeinde gehört zu Köfeln. Nach wie vor ist der Ort landwirtschaftlich geprägt.

## Nachbargemeinden
Nachbargemeinden sind Porstendorf, Birkhausen, Großebersdorf, Frießnitz und Neundorf.